# Aname earthwatchorum
Aname earthwatchorum är en spindelart som beskrevs av Raven 1984. Aname earthwatchorum ingår i släktet Aname och familjen Nemesiidae.
Artens utbredningsområde är Queensland. Inga underarter finns listade i Catalogue of Life.